# Wilfredo Tejada
Wilfredo Arístides Tejada Andújar (nacido el 12 de noviembre de 1962) es un ex receptor dominicano que jugó en las Grandes Ligas de Béisbol para los Montreal Expos. 
Fue firmado por los Philadelphia Phillies como amateur en 1982. Después de pasar más de 3 temporadas en el sistema de ligas menores de los Phillies, fue adquirido por los Expos el 11 de diciembre de 1985. Antes de retirarse fue canjeado a San Francisco Giants por el shortstop venezolano Ángel Escobar. Terminó su carrera con promedio de .250, 10 hits, 3 dobles, 4 carreras impulsadas, 2 anotadas, 2 bases por bolas, 12 ponche en 18 juegos y 40 turnos al bate.